# Ourisia coccinea
Ourisia coccinea là một loài thực vật có hoa trong họ Mã đề. Loài này được (Cav.) Pers. mô tả khoa học đầu tiên năm 1806.

## Hình ảnh

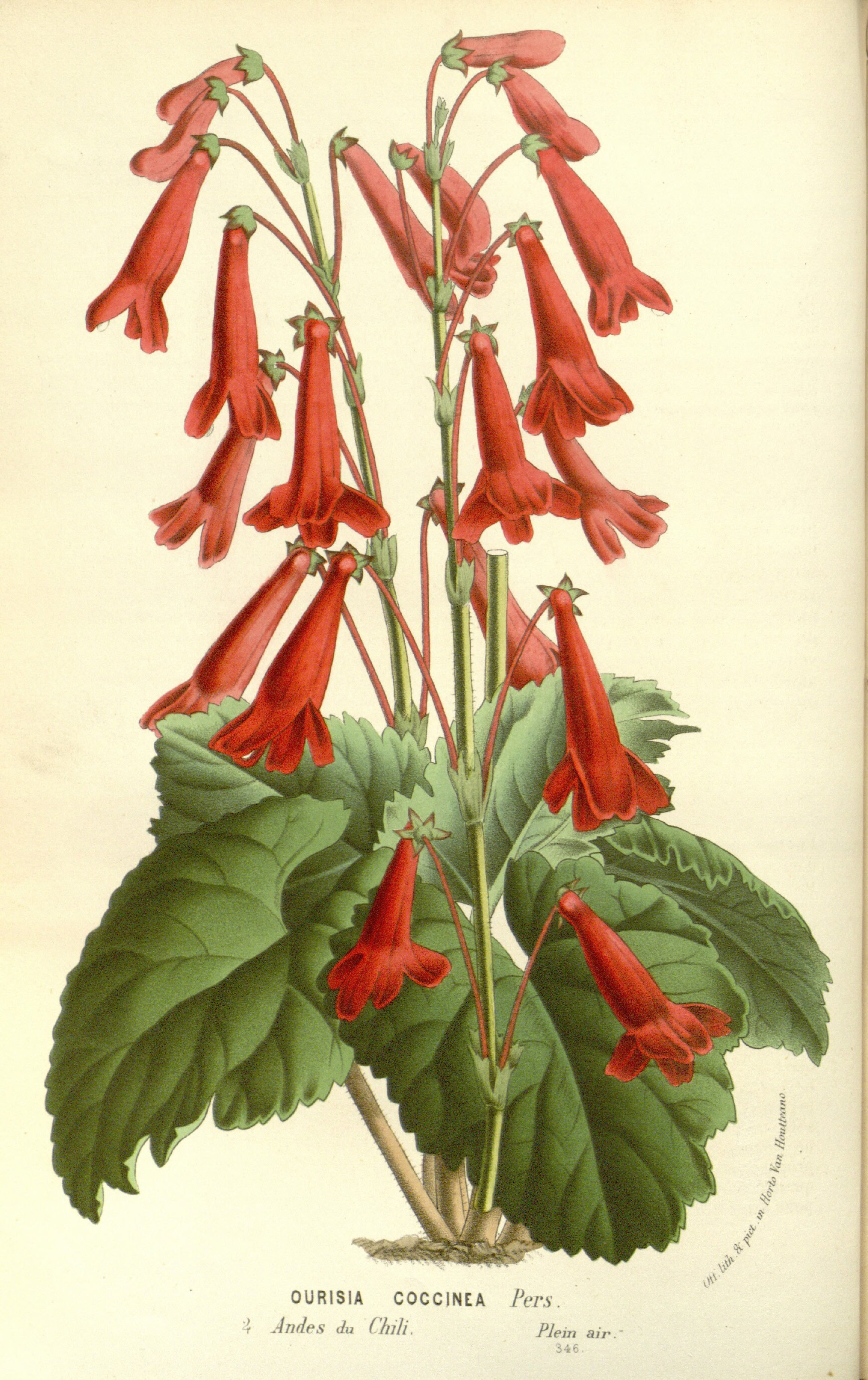